# Casa d'appuntamento di Mayflower Madam
Casa d'appuntamento di Mayflower Madam (Mayflower Madam) è un film per la televisione del 1987 diretto da Lou Antonio e tratto dall'autobiografia di Sydney Biddle Barrows, la donna che nell'ottobre 1984 sconvolse la città di New York con la sua casa d'appuntamenti clandestina, la Cachet.  Dopo l'arresto e lo scandalo, la Biddle Barrows, discendente diretta di uno dei Padri Pellegrini giunti negli Stati Uniti a bordo del Mayflower, venne ribattezzata dal giornalista Peter Fearon Mayflower Madam, soprannome che conservò quando pubblicò la propria storia per sostenere le gravose spese legali del processo per sfruttamento della prostituzione.

## Trama
New York, anni ottanta. Sydney Biddle Barrows, discendente di uno dei Padri Pellegrini del Mayflower, si ritrova improvvisamente senza lavoro dopo un diverbio con la sua nuova direttrice. Con l'aiuto di un'amica, Sydney trova un nuovo impiego come centralinista in una squallida agenzia d'appuntamenti clandestina gestita dall'intransigente Eddie. Costretta dalle circostanze, Sydney accetta il lavoro, sebbene riluttante e disgustata dal modo del suo principale di trattare le ragazze al suo servizio. Dopo l'ennesimo abuso ad opera di un cliente tossicodipendente, Sydney si licenzia per protesta e insieme ad una delle ragazze maltrattate decide di aprire una propria agenzia, raffinata e con una clientela selezionata per garantire sicurezza e decoro alle sue dipendenti. In breve tempo la Cachet di Sheila Devin, pseudonimo di Sydney, diventa la più rinomata casa d'appuntamenti di tutta New York, con avvocati, politici e diplomatici stranieri tra i suoi clienti. Ma il frenetico viavai di ragazze dall'appartamento di Sydney desta il sospetto prima dei padroni di casa, e poi della polizia, che inizia ad indagare. E nonostante le precauzioni, l'agenzia viene scoperta. Accusata di sfruttamento della prostituzione, Sydney si ritrova sotto processo e a rischio di reclusione, con una sola carta da giocare: la sua lista di importanti clienti, che causerebbe se pubblicata uno scandalo ancora più grosso.

## Distribuzione
Trasmesso negli Stati Uniti il 15 novembre 1987 sulla rete CBS, in Italia il film è arrivato direttamente in VHS nel 1988 su etichetta Playtime. In seguito è andato in onda per la prima volta in televisione il 13 giugno 1991 in prima serata su Telemontecarlo.